# Body Heat
Pour les articles homonymes, voir Body Heat (homonymie).
Albums de Blue System
Walking On A Rainbow
(1987) Twilight
(1987)
Singles
Body Heat est le second album du groupe Blue System sorti le 17 octobre 1988.

## Titres
1. Under My Skin - 3:35
2. Do You Wanna Be My Girlfriend - 3:58
3. Titanic 650604 - 3:27
4. Love Suite - 3:22
5. Body Heat - 3:09
6. My Bed Is Too Big - 3:18
7. Too Young - 3:43
8. Sorry Little Sarah (New York Dance Mix) - 6:00
9. Silent Water - 3:28
10. I Want To Be Your Brother - 3:18